# Domingo Espetacular
Domingo Espetacular é uma revista eletrônica dominical brasileira produzida e exibida pela Record desde 18 de abril de 2004. Atualmente, é apresentada por Carolina Ferraz e Roberto Cabrini.

## História
O programa conquistou 1000 edições no dia 11 de junho de 2023. E segundo a emissora, diz que ela tentava se posicionar no jornalismo aos domingos, além de claramente ser uma tentativa de enfrentar a forte concorrência, com isso o jornalista Celso Freitas foi convidado para gravar um piloto do até então "Domingo Record", num cenário que na época não estava sendo utilizado pela emissora, o piloto foi aprovado, porém o nome foi alterado e foi acrescentado outros apresentadores ao programa, estreando em 18 de abril de 2004, com a apresentação de Celso Freitas, Lorena Calábria e Otaviano Costa, com reportagens especiais de Amália Rocha, Marcos Hummel, Tina Roma e Maria Cândida, direção de Carlos Amorim e narração de Hummel. Nill Marcondes e Amália Rocha chegaram a gravar o programa piloto, porém não foram efetivados no quadro de apresentadores. Seguindo a mesma temática de outras revistas eletrônicas exibidas no horário, exibe desde o início reportagens investigativas, matérias sobre curiosidades, animais, celebridades, vídeos da internet e alimentos, além de apresentar as notícias do domingo e da semana no Brasil e no mundo. Por muitos anos, também exibiu matérias do 60 Minutes da CBS, reportagens feitas por emissoras estrangeiras e entrevistas exclusivas.
Otaviano deixou o Domingo Espetacular ainda em 2004. Em dezembro de 2005, Celso Freitas deixou o programa para assumir o Jornal da Record em 30 de janeiro de 2006, sendo substituído por Paulo Henrique Amorim e Janine Borba. Amália Rocha deixou a atração em 2006, enquanto Lorena Calábria saiu em dezembro de 2007, após ser contratada pelo GNT, sendo a última da fomação original do Domingo Espetacular a sair do programa. Fabiana Scaranzi estreou como sua substituta apenas em 15 de junho de 2008. Entre maio e julho de 2009, Janine Borba afastou-se do programa temporariamente para ocupar a bancada do Jornal da Record até a estreia de Ana Paula Padrão. No ano seguinte, o Domingo Espetacular passou a ser exibido em alta definição.
Entre 2 de dezembro de 2012 e 17 de março de 2013, Adriana Araújo integrou a apresentação do programa após retornar do exterior, onde era correspondente. Ela foi transferida para o Jornal da Record depois que Ana Paula Padrão deixou o telejornal. Entre maio e julho de 2013, Carla Cecato substituiu Janine temporariamente durante sua licença-maternidade – a apresentadora havia sido liberada pela emissora até o fim do ano, porém pediu para retornar antes por não querer se afastar da vida profissional.
O contrato de Fabiana Scaranzi venceu em 1.º de junho de 2014 e não foi renovado. Thalita Oliveira, então apresentadora do bloco de esportes do Fala Brasil, a substituiu. Em julho de 2016, Patricia Costa passou a apresentar o programa, substituindo Janine Borba, que foi para o Jornal da Record cobrir as férias da titular Adriana Araújo. Em setembro, Patrícia foi efetivada. 
Em março de 2019, a Record anunciou Eduardo Ribeiro como novo integrante do programa, que pela primeira vez passou a ter cinco apresentadores. Dois meses depois, Janine Borba deixa o Domingo Espetacular para integrar um outro projeto da emissora, e em junho, a emissora afastou Paulo Henrique Amorim da atração, após 14 anos. O afastamento deu-se por questões políticas, contudo o jornalista não foi demitido da emissora. Pouco mais de duas semanas depois, em 10 de julho (uma quarta-feira), Amorim morreu devido a um infarto. No domingo seguinte, o programa o homenageou, com repercussão negativa nos telespectadores, já que a homenagem não foi feita na abertura (que foi uma matéria sobre aplicativos de entrega de comida) e no encerramento também não foi feita nenhuma citação à morte do jornalista. Em agosto, a emissora ganhou o reforço de Mariana Weickert nas reportagens, e no mês seguinte, Débora Vilalba voltou à emissora como repórter especial. Em março de 2020, o humorista Carioca se tornou repórter.
Em 19 de junho, Carolina Ferraz foi contratada para apresentar o programa junto com Eduardo Ribeiro, já que Thalita Oliveira retornaria para o Fala Brasil aos sábados e Patrícia Costa iria apresentar a edição da 0h30 do Jornal da Record 24h. Em 25 de novembro, Roberto Cabrini estreou no programa, apresentando reportagens especiais.
Em 30 de agosto de 2022, foi anunciada uma troca de bancadas da emissora. Eduardo Ribeiro, que desejava voltar ao hard news, foi transferido para o Fala Brasil e, desde o dia 11 de setembro, Sérgio Aguiar, que fazia parte do jornal, passou a comandar o Domingo Espetacular com Carolina.
Em 19 de Janeiro de 2025, Sérgio Aguiar deixou o comando do programa, sendo substituído por Roberto Cabrini, que passou a  comandar o telejornal ao lado de   Carolina Ferraz.

## Apresentadores
Atuais
- Carolina Ferraz (2020–presente)
- Roberto Cabrini (2025–presente)

Antigos
- Otaviano Costa (2004)
- Celso Freitas (2004–2005)
- Lorena Calábria (2004–2007)
- Janine Borba (2006–2019)
- Paulo Henrique Amorim (2006–2019)
- Fabiana Scaranzi (2008–2014)
- Adriana Araújo (2012–2013)
- Patrícia Costa (2016–2020)
- Thalita Oliveira (2014–2020)
- Eduardo Ribeiro (2019–2022)
- Sérgio Aguiar (2022–2025)

## Prêmios e reportagens notáveis
O programa já ganhou o prêmio Esso, o Prêmio Embratel de Jornalismo e o Prêmio Tim Lopes de Jornalismo Investigativo, entre outros. A reportagem "Especial 40 anos - Transamazônica, a Estrada sem Fim" ganhou o Prêmio Embratel 2011. A mesma matéria já havia conquistado, dias antes, o Prêmio Esso de Telejornalismo 2011. O trabalho foi produzido pela equipe formada pelos jornalistas Gustavo Costa, André Tal, Cátia Mazin e Rodrigo Bettio. A equipe percorreu cinco mil quilômetros em 28 dias, em plena floresta Amazônica, para produzir a reportagem. O especial aborda o início da construção da estrada Transamazônica na década de 1970, durante a ditadura militar. 
Entre algumas das coberturas marcantes do programa, estão a descoberta de Suzane von Richthofen em Ubatuba - SP, em 5 de fevereiro de 2006; o repórter Raul Dias Filho e o câmera Ricardo Bonifácio foram os primeiros jornalistas a chegar ao local da queda do Boeing da Gol, em setembro de 2006; uma reportagem investigativa, exibida em dezembro de 2006 sobre os mistérios sobre a Rede Globo: supostas contas em paraísos fiscais e farsa nas eleições deste mesmo ano. A reportagem de maior audiência e uma das de maior repercussão foi uma homenagem ao empresário e apresentador Silvio Santos, que concorre em audiência com o próprio Domingo Espetacular. Em 5 de dezembro de 2010, o programa mostrou no quadro A Grande Reportagem como o dono do SBT saiu da pobreza e construiu um império empresarial, tonando-se um dos maiores ícones da história da televisão brasileira. O tributo foi ao ar porque Silvio Santos completara oitenta anos, sete dias depois, e também devido à crise então vivida pelo Grupo Silvio Santos, desencadeada por uma fraude bilionária no Banco PanAmericano. O Domingo Espetacular foi o primeiro programa de TV a entrevistar Bruno Fernandes, o goleiro Bruno, depois de ser condenado a 22 anos de prisão por participação no sequestro e assassinato de Eliza Samudio, modelo com quem se envolveu e teve um filho.

## Recepção

### Audiência
O programa apresenta um crescimento considerável em relação à audiência desde a sua estreia. Meses depois da estreia, na altura, em julho de 2004, a atração tinha na capital paulista 6,5 pontos e o Fantástico, principal programa rival, 30. Seis anos depois, a Record registra 14 pontos, subindo 115% a audiência. Em 5 de dezembro de 2010, segundo o jornal O Estado de S. Paulo, o programa chegou ao primeiro lugar, marcando 21 pontos de média. Outras fontes afirmam que o programa ficou em segundo lugar, com 17 pontos de média.

### CópiaFantástico
Em novembro de 2019, Flávio Ricco, escrevendo para o TV e Famosos do portal UOL, disse que o "Domingo Espetacular insiste em copiar o que o Fantástico fez de pior (…) E se entre o que já existe de desinteressante não bastasse, o último 'DE' promoveu o lançamento de um quadro falando da emoção das pessoas. Devagar, mal produzido e sem qualquer atrativo capaz de armar um clima ou amarrar a atenção de alguém. Nem a trilha sonora foi a ideal."